# Tumbling Shoals
Tumbling Shoals – jednostka osadnicza w Stanach Zjednoczonych, w stanie Arkansas, w hrabstwie Cleburne.